# 天主教里贾纳总教区
天主教利載拿總教區（拉丁語：Archidioecesis Reginatensis）是加拿大一個教省總教區，是該國十八個總教區之一。下轄兩個教區。
總教區位於薩斯喀徹溫東南部。2010年教友有125,800人、167個堂區、102名司鐸。現任總主教為達彌爾·若瑟·波罕。
1910年3月4日升為教區，1915年12月4日升為總教區。